# Nassauer Denkschrift
Die Nassauer Denkschrift (vollständiger Titel: „Über die zweckmäßige Bildung der obersten und der Provinzial-, Finanz- und Polizei-Behörden in der preußischen Monarchie“) ist der 1807 von Heinrich Friedrich Karl vom und zum Stein verfasste Entwurf einer umfassenden Staatsreform für den preußischen Staat. Sie bildete eine der konzeptionellen Grundlagen für die Preußischen Reformen. 

## Hintergründe
Stein verfasste die Denkschrift nach seiner vorübergehenden Entlassung aus dem preußischen Kabinett. Sie entstand auf dem Schloss des Freiherrn in Nassau als Reaktion auf die katastrophale Niederlage Preußens in der Schlacht von Jena und Auerstedt. Die tieferliegenden Ursachen sah Stein im gegenüber der modernen französischen Organisation veralteten Staats- und Verwaltungsaufbau Preußens. Besonders das Kabinettsystem, in dem die Fachminister keinen direkten Zugang zum Monarchen hatten, wurde von Stein kritisiert.

## Inhalt
Der Autor knüpfte an eine frühere Denkschrift vom April 1806 an, in der er die Errichtung eines Staatsrates gefordert hatte. Im Zentrum stehen Ideen zur Reformierung der staatlichen Verwaltung auf allen Ebenen. So sollten nach Stein in der obersten Staatsbehörde, dem Generaldirektorium, an Stelle des Nebeneinanders von Provinzial- und Sachministerien nach Sachfragen klar abgegrenzte Ressorts treten. 
Auf den unteren Ebenen des Staates sollten die Bürger an der Provinzial- und Lokalverwaltung beteiligt werden. Diese Beteiligung sollte allerdings auf die „eingesessenen Eigentümer“ begrenzt werden. Die nichtbesitzenden Schichten blieben damit ausgeschlossen. Er skizzierte eine neue Städteordnung. Ausgehend von der selbstverwalteten Gemeinde sollten Kreistage und Provinziallandtage als weitere Stufen der Bürgerbeteiligung folgen. Insgesamt sollten staatliche Bürokratie und Selbstverwaltung verzahnt werden.
Wenngleich im Zentrum der Denkschrift die Reform der Verwaltung von der Spitze bis zu den lokalen Behörden stand, war das eigentliche Ziel Steins die allgemeine Modernisierung Preußens. Allerdings griff Stein nicht nur auf westliche Vorbilder in der Staats- und Verfassungstheorie zurück, sondern älteren ständische Strukturen eine Rolle. 
Als das zentrale Reformziel formulierte er: „Belebung des Gemeingeistes und des Bürgersinns, die Benutzung der schlafenden und falsch geleiteten Kräfte und zerstreut liegenden Kenntnisse, der Einklang zwischen dem Geist der Nation, ihren Ansichten und Bedürfnissen und denen der Staatsbehörden, die Wiederbelebung der Gefühle für Vaterland, Selbständigkeit und Nationalehre.“